# 西姆·德容
西姆·德容（荷蘭語：Siem de Jong，發音：[ˈsim də ˈjɔŋ]；1989年1月28日—）是一位荷蘭職業足球運動員，場上司职進攻中場或前锋，現效力於荷甲球隊海倫芬，并曾经代表荷兰參加国际比賽。
德容出生在瑞士埃格勒，在6歲時和父母回到荷蘭。職業生涯開始於阿賈克斯。在2010年至2014年期間，他曾是阿賈克斯的隊長。在這段期間，阿賈克斯也創下荷甲四連冠的紀錄。他的弟弟盧克·德容也是一位足球運動員，效力於塞維利亞。

## 足球俱樂部生涯

### 早年生涯

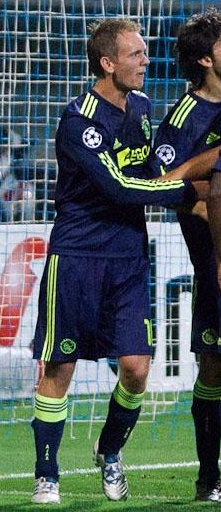
德容效力於阿賈克斯

德容的足球生涯開始於杜廷赫姆的業餘球隊DZC'68，後來他在12歲時被迪加史卓普發現。他成長於杜廷赫姆，而他畢業的學校也是希丁克、博斯維爾特和亨特拉爾畢業的學校。他效力於迪加史卓普至2005年，之後他被阿賈克斯青訓營發現。

### 阿賈克斯
德容首次代表阿賈克斯一隊參賽是在2007年9月26日的阿賈克斯對哥薩克男孩的一場比賽。他首次代表阿賈克斯在荷甲出場是在阿賈克斯客場對鹿特丹斯巴達的一場比賽，他在這場比賽中同樣以替補身份出場並在傷停補時階段打入一個進球。在2007-08賽季，他是阿賈克斯最年輕的球員之一，也是阿賈克斯唯一的一位出場次數超過20場的20歲以下球員。2008年1月16日，他在自己19歲生日之前延長了自己和阿賈克斯的合同至2013年6月。他在阿賈克斯對威廉二世的一場比賽中受傷，因此休戰兩個月。這使得他錯過了自3月16日之後所有的比賽（包括了對埃因霍溫、特溫特和海倫芬等強隊的比賽）。他在四月初康復，在阿賈克斯對迪加史卓普的比賽重新出場。他未在這種這場比賽首發出場，但在81分鐘替補埃德加·戴維斯出場。
在2009-10賽季之初，德容經常作為關鍵替補出場，並且只在歐聯杯的比賽中首發出場。他最終獲得了首發11人的位置。在2010年1月，他在2009-10賽季荷蘭盃的比賽中為阿賈克斯在加時賽的最後時刻打入關鍵進球，幫助阿賈克斯在荷蘭盃半決賽中獲勝。2月21日，他在阿賈克斯對維特斯的比賽中梅開二度，幫助阿賈克斯以4–0取勝，使阿賈克斯保留了打入下賽季歐冠的機會。 
2011年5月15日，德容在阿賈克斯對特溫特的聯賽比賽中打入兩個進球，幫助阿賈克斯以3–1取勝。這場比賽使得阿賈克斯活動2010-11賽季荷甲冠軍。這是阿賈克斯自2004年以來首次奪得荷甲冠軍，也是阿賈克斯的第30個荷甲冠軍。
在2011–12賽季，由於幾次傷病的影響，德容主要出現在前鋒的位置上。在2012年4月11日，德容在荷甲第29輪阿賈克斯5−0戰勝以十人應戰海倫芬的上演帽子戲法。這場比賽使得積分榜上阿賈克斯對排名第二的阿爾克馬爾的領先優勢擴大了3分。德容在2012年5月2日對VVV芬洛的比賽上也打入兩個進球，幫助阿賈克斯衛冕冠軍成功。
在2012年夏季，由於阿賈克斯隊長費爾通亨轉投熱刺，德容成為阿賈克斯的新任隊長。德容在2012-13賽季歐冠賽事中表現出色，在阿賈克斯主場對曼城的比賽中打入一個進球。之後又在2012年11月6日阿賈克斯客場對曼城的比賽再入一球。2013年3月17日，德容在阿賈克斯客場對AZ的比賽中梅開二度。這場比賽阿賈克斯以3−2戰勝AZ。
2013年7月27日，德容在2013年荷蘭超級盃的比賽第107分鐘時打入進球，幫助阿賈克斯戰勝阿爾克馬爾。11月10日，他在2013-14賽季荷甲第13輪阿賈克斯3−0戰勝NEC奈梅亨的比賽中同樣打入進球。

### 纽卡斯尔联
2014年7月1日，德容轉會纽卡斯尔联足球俱乐部，為期6年。轉會費被認為約是600萬英鎊。德容被主教練阿蘭·帕德魯任命為副隊長。2014年8月23日，他在纽卡斯尔联對阿斯頓維拉的比賽第70分鐘時替補出場，這是他首次代表纽卡斯尔联在英超比賽中出場。德容的右大腿的9月初受傷，使得他一個月無法出場。他在2015年2月回到纽卡斯尔联一隊，但因為肺部問題而再次休戰8週。他之前在阿賈克斯時就有類似問題。在回到隊伍之後，德容在2015年4月25日纽卡斯尔联3-2不敵斯旺西的比賽中打入了自己在纽卡斯尔联的首個進球。

### 阿賈克斯
2017年8月29日, 德容經過了三年失望的球季後, 回到了母會阿賈克斯, 簽下三年合約。

## 國家隊生涯

### 荷蘭U19
德容首次在國家隊賽事中出場是在2007年5月荷蘭U19國家隊對捷克U19國家隊的一場比賽上。這場比賽荷蘭以2–0獲勝。他6次代表荷蘭U19國家隊出場。他第一次代表荷蘭U19國家隊參賽期間共為荷蘭出場三次，但荷蘭未能參加歐洲U-19足球錦標賽的決賽圈。他代表荷蘭參加了三場2008年歐洲U-19足球錦標賽的預選賽並打入兩球。他在這次預選賽的首個進球是在荷蘭對格魯吉亞的比賽第83分鐘時打入的，這場比賽荷蘭以2–0獲勝。他的第二球則是在荷蘭對挪威的比賽第15分鐘時打入的，但這場比賽荷蘭3–1不敵對手。

### 荷蘭U21
2007年11月12日，德容被佛普德·德汉召入荷蘭U21國家隊，參加荷蘭對馬其頓的比賽。由於他在3月時受傷，他錯過了荷蘭對愛沙尼亞的預選賽，他的位置也被莊拿芬·迪古斯文取代。在4月他的傷病康復之後，德汉重新將德容召入國家隊，但德容未能代表荷蘭參加2008年奧運會。德容代表荷蘭U21國家隊出場超過3次，但荷蘭未能打入2009年歐洲U-21足球錦標賽決賽圈。
德容被選入2011年歐洲U-21足球錦標賽預選賽荷蘭隊的大名單，並在荷蘭3–0戰勝列支敦士登的比賽中打入進球。

### 荷蘭成年隊
2010年8月11日，在荷蘭1–1戰平烏克蘭的一場友誼賽中，德容首次代表荷蘭成年國家隊出場。他在這場比賽第62分時被換下。2012年5月7日，他被伯特·范馬爾維克選入2012年歐洲足球錦標賽荷蘭隊36人大名單。路易斯·范加爾執教荷蘭隊後，德容在荷蘭對印尼的一場比賽中打入了自己代表荷蘭國家隊的首兩個進球。在這場比賽中，德容在第46分時頂替斯内德上場。德容在比賽第56和第67分鐘攻入兩個進球，兩球都由魯本·沙肯助攻。這場比賽荷蘭最終以3–0獲勝。

## 生涯數據

### 足球俱樂部表現
最後更新：26 Oct 2017
| 俱樂部             | 賽季     | 聯賽     | 聯賽 | 聯賽 | 國家盃賽 | 國家盃賽 | 聯賽盃賽 | 聯賽盃賽 | 洲際賽事 | 洲際賽事 | 其他 | 其他 | 總計 | 總計 |
| 俱樂部             | 賽季     | 聯賽     | 出場 | 進球 | 出場     | 進球     | 出場     | 進球     | 出場     | 進球     | 出場 | 進球 | 出場 | 進球 |
| ------------------ | -------- | -------- | ---- | ---- | -------- | -------- | -------- | -------- | -------- | -------- | ---- | ---- | ---- | ---- |
| 阿賈克斯           | 2007–08  | 荷甲     | 22   | 2    | 3        | 0        | —        | —        | 0        | 0        | 2    | 0    | 27   | 2    |
| 阿賈克斯           | 2008–09  | 荷甲     | 10   | 1    | 2        | 0        | —        | —        | 4        | 0        | 0    | 0    | 16   | 1    |
| 阿賈克斯           | 2009–10  | 荷甲     | 22   | 10   | 6        | 6        | —        | —        | 7        | 1        | 0    | 0    | 35   | 17   |
| 阿賈克斯           | 2010–11  | 荷甲     | 32   | 12   | 6        | 3        | —        | —        | 13       | 1        | 1    | 0    | 52   | 16   |
| 阿賈克斯           | 2011–12  | 荷甲     | 29   | 13   | 3        | 3        | —        | —        | 6        | 1        | 1    | 0    | 39   | 17   |
| 阿賈克斯           | 2012–13  | 荷甲     | 34   | 12   | 4        | 1        | —        | —        | 8        | 3        | 1    | 0    | 47   | 16   |
| 阿賈克斯           | 2013–14  | 荷甲     | 19   | 7    | 2        | 1        | —        | —        | 6        | 0        | 1    | 1    | 28   | 9    |
| 阿賈克斯           | 總計     | 總計     | 168  | 57   | 26       | 14       | —        | —        | 44       | 6        | 6    | 1    | 244  | 78   |
| 紐卡斯爾聯         | 2014–15  | 英超     | 4    | 1    | 0        | 0        | 1        | 0        | —        | —        | —    | —    | 5    | 1    |
| 紐卡斯爾聯         | 2015–16  | 英超     | 18   | 0    | 1        | 0        | 2        | 1        | —        | —        | —    | —    | 21   | 1    |
| 紐卡斯爾聯         | 總計     | 總計     | 22   | 1    | 1        | 0        | 3        | 1        | —        | —        | —    | —    | 26   | 2    |
| 紐卡斯爾聯U21      | 2015–16  | 英超U21  | 2    | 0    | —        | —        | —        | —        | —        | —        | —    | —    | 2    | 0    |
| 紐卡斯爾聯U21      | 總計     | 總計     | 2    | 0    | —        | —        | —        | —        | —        | —        | —    | —    | 2    | 0    |
| PSV恩荷芬(外租)    | 2016–17  | 荷甲     | 19   | 6    | 1        | 0        | —        | —        | 3        | 0        | —    | —    | 23   | 6    |
| PSV恩荷芬(外租)    | 總計     | 總計     | 19   | 6    | 1        | 0        | —        | —        | 3        | 0        | —    | —    | 23   | 6    |
| PSV恩荷芬U21(外租) | 2016–17  | 荷乙     | 2    | 1    | —        | —        | —        | —        | —        | —        | —    | —    | 2    | 1    |
| PSV恩荷芬U21(外租) | 總計     | 總計     | 2    | 1    | —        | —        | —        | —        | —        | —        | —    | —    | 2    | 1    |
| 阿賈克斯           | 2017–18  | 荷甲     | 3    | 1    | 2        | 3        | —        | —        | —        | —        | —    | —    | 5    | 4    |
| 阿賈克斯           | 總計     | 總計     | 3    | 1    | 2        | 3        | —        | —        | —        | —        | —    | —    | 5    | 4    |
| 阿賈克斯U21        | 2017–18  | 荷乙     | 1    | 1    | —        | —        | —        | —        | —        | —        | —    | —    | 1    | 1    |
| 阿賈克斯U21        | 總計     | 總計     | 1    | 1    | —        | —        | —        | —        | —        | —        | —    | —    | 1    | 1    |
| 生涯總計           | 生涯總計 | 生涯總計 | 217  | 67   | 30       | 17       | 3        | 1        | 47       | 6        | 6    | 1    | 303  | 92   |

1. ↑  荷蘭 – 荷蘭盃，英格蘭 – 足總盃。
2. ↑  英格蘭 – 英格蘭聯賽盃。
3. ↑  在附加賽中出場
4. ↑  在聯盟杯出場
5. ↑  在歐聯杯出場
6. ↑  在歐冠中9次出場，打入1個進球，在歐聯中4次出場
7. 1 2 3 4  在荷蘭超級盃中出場
8. ↑  在歐冠中4次出場，打入1個進球。在歐聯中2次出場
9. ↑  在歐冠中6次出場，打入3個進球。在歐聯中2次出場
10. ↑  在歐冠中4次出場。在歐聯中2次出場

### 國家隊表現
數據截止2013年11月19日。
| 荷蘭 | 荷蘭 | 荷蘭 |
| 年份 | 出場 | 進球 |
| ---- | ---- | ---- |
| 2010 | 1    | 0    |
| 2011 | 0    | 0    |
| 2012 | 0    | 0    |
| 2013 | 5    | 2    |
| 總計 | 6    | 2    |

### 國際比賽進球
| 進球 | 日期         | 球場                               | 對手       | 比方 | 結果 | 性質   |
| ---- | ------------ | ---------------------------------- | ---------- | ---- | ---- | ------ |
| 1.   | 2013年6月7日 | 印度尼西亞雅加達格羅拉蓬卡諾體育場 | 印度尼西亞 | 1–0  | 3–0  | 友誼賽 |
| 2.   | 2013年6月7日 | 印度尼西亞雅加達格羅拉蓬卡諾體育場 | 印度尼西亞 | 2–0  | 3–0  | 友誼賽 |

## 榮譽

### 足球俱樂部
阿賈克斯
- 荷蘭足球甲級聯賽： 2010–11、2011–12、2012–13、2013–14
- 荷蘭盃: 2009–10
- 荷蘭超級盃: 2013、2019

### 個人
- 阿賈克斯未來之星：2007
- 荷甲公平競賽獎：2013[27]。

## 外部連結
- Voetbal International profile（页面存档备份，存于） （荷兰文）
- Netherlands stats（页面存档备份，存于） at OnsOranje